# Sandra Cassel
Pour les articles homonymes, voir Cassel.
Sandra Cassel, de son vrai nom Sandra Peabody, née le 15 juin 1952 à Providence (Rhode Island), est une actrice américaine.

## Filmographie
- 1972 : La Dernière Maison sur la gauche (The Last House on the Left), de Wes Craven
- 1972 : The Filthiest Show in Town, de Rick Endelson
- 1975 : Teenage Hitch-hikers, de Gerri Sedley
- 1976 : Legacy of Satan, de Gerard Damiano
- 1978 : Massage Parlor Hookers